# 737 до н. е.

## Події
Тіглатпаласар III здійснив похід в Мідію, під час якого було захоплено велику здобич та взято в полон 65 тис. чоловік.